# Карл Маєт
Карл Маєт (нім. Carl Mayet; 11 серпня 1810, Берлін — 18 травня 1868, Штеттин) — німецький шахіст і юрист. Входив до Берлінської плеяди. 
Вивчав юриспруденцію в Берлінському та Гейдельберзькому університетах. 